# ジャレッド・ウォルシュ
ジャレッド・ジェームズ・ウォルシュ（Jared James Walsh, 1993年7月30日 - ）は、アメリカ合衆国ウィスコンシン州ウォキショー郡ブルックフィールド出身のプロ野球選手（内野手、外野手、投手）。左投左打。

## 経歴

### エンゼルス時代

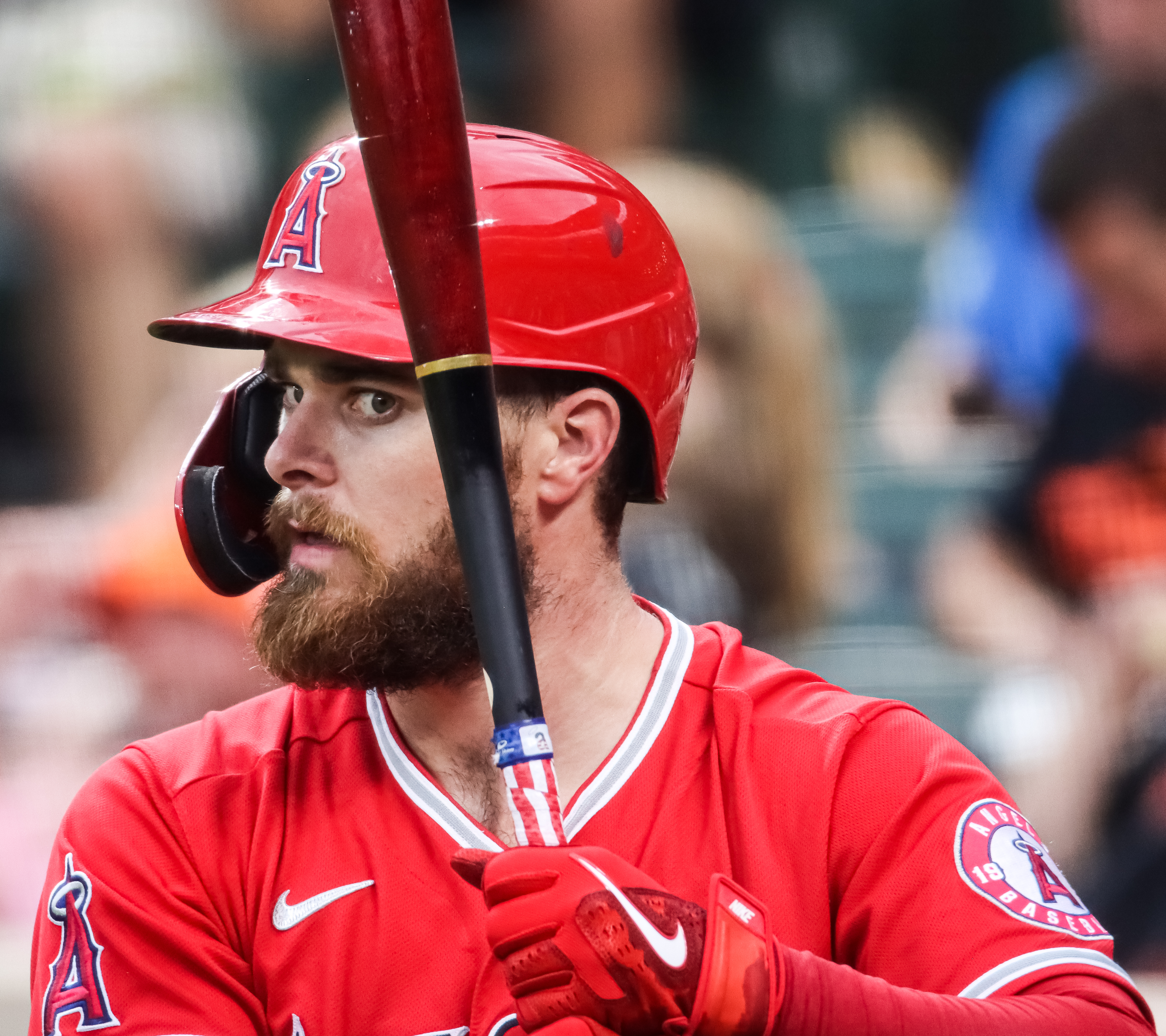
ロサンゼルス・エンゼルス時代
（2022年7月8日）

2015年のMLBドラフト39巡目（全体1185位）でロサンゼルス・エンゼルスから指名され、プロ入り。契約後、傘下のルーキー級アリゾナリーグ・エンゼルスでプロデビュー。パイオニアリーグのルーキー級オレム・オウルズでもプレーし、2球団合計で33試合に出場して打率.325、2本塁打、29打点を記録した。
2016年はA級バーリントン・ビーズでプレーし、111試合に出場して打率.290、7本塁打、36打点、2盗塁を記録した。また、投手としても2試合に登板した。
2017年はA+級インランド・エンパイア・シックスティシクサーズとAA級モービル・ベイベアーズでプレーし、2球団合計で90試合に出場して打率.311、11本塁打、61打点、2盗塁を記録した。
2018年より正式に二刀流登録となる。この年はA+級インランド、AA級モービル 、AAA級ソルトレイク・ビーズでプレー。野手としては3球団合計で130試合に出場して打率.277、29本塁打、99打点、1盗塁を記録し、投手としては3球団合計で8試合に登板して0勝1敗1セーブ、防御率1.59、7奪三振を記録した。
2019年は開幕をAAA級ソルトレイクで迎え、5月15日にメジャー契約を結んでアクティブ・ロースター入りした。同日のミネソタ・ツインズ戦にて「8番・一塁手」で先発出場してメジャーデビューすると、5打数3安打の活躍を見せた。この年メジャーで野手としては31試合に出場して打率.203、1本塁打、5打点を記録し、投手としては5試合に登板して防御率1.80、5奪三振を記録した。なお、AAA級ソルトレイクでは96試合で36本塁打を放っている。
2020年は32試合に出場して打率.293、9本塁打、26打点を記録した。この年以降は野手に専念している。
2021年は前半戦だけで20本塁打を記録するなどブレイクし、大谷翔平と共にチームを牽引。一塁手に定着したため、それまで一塁を守っていたアルバート・プホルスはシーズン途中にDFAされることとなった。7月1日の敵地ニューヨーク・ヤンキース戦でクローザーのアロルディス・チャップマンから同点満塁本塁打を記録し、大逆転の勝利に貢献した。7月4日に控え野手として自身初めてとなるオールスターゲームに選出された。7月13日に開催されたオールスターゲームでは6回表にトロント・ブルージェイズのテオスカー・ヘルナンデスの代打で途中出場し、オールスターゲーム初出場を果たしたが、中飛に終わった。6回裏にメジャー昇格後は初の左翼手の守備につき、8回裏にはシカゴ・カブスのクリス・ブライアントの安打性の打球を好捕した。この年の一塁手のゴールドグラブ賞のファイナリストにも選ばれたが、受賞には至らなかった。
2022年は主軸としての活躍が期待されていたが、序盤は低調な成績に留まる。中盤に復調し、6月11日のニューヨーク・メッツ戦ではエンゼルス史上9度目となるサイクル安打を達成したが、後半戦以降は再び不振に陥った。その後、胸郭出口症候群を発症していることが発覚し、故障者リスト入りしてシーズンを終えた。
2023年は開幕を故障者リストで迎えた。マイナーでの調節を経て、6月16日にメジャーに復帰した。しかし、成績不振で、6月24日にエドゥアルド・エスコバーとデビッド・フレッチャーのアクティブロースター入りに伴い、マイケル・ステファニックと共に傘下AAAソルトレイクに降格した。

### レンジャーズ時代
2024年1月25日にテキサス・レンジャーズとマイナー契約を結び、3月28日にメジャー契約を結んだ。
レンジャーズでは17試合に出場し、打率.226を記録した。4月20日にDFAとなり、同月24日にFAとなった。

### ホワイトソックス傘下時代
2024年4月30日にシカゴ・ホワイトソックスとマイナー契約を結んだことが発表された。ホワイトソックス傘下AAA級のシャーロット・ナイツでプレーしたが、打率.185と調子が上がらず、7月16日に解雇された。

## 詳細情報

### 年度別打撃成績
| 年 度    | 球 団    | 試 合 | 打 席 | 打 数 | 得 点 | 安 打 | 二 塁 打 | 三 塁 打 | 本 塁 打 | 塁 打 | 打 点 | 盗 塁 | 盗 塁 死 | 犠 打 | 犠 飛 | 四 球 | 敬 遠 | 死 球 | 三 振 | 併 殺 打 | 打 率 | 出 塁 率 | 長 打 率 | O P S |
| -------- | -------- | ----- | ----- | ----- | ----- | ----- | -------- | -------- | -------- | ----- | ----- | ----- | -------- | ----- | ----- | ----- | ----- | ----- | ----- | -------- | ----- | -------- | -------- | ----- |
| 2019     | LAA      | 31    | 87    | 79    | 6     | 16    | 5        | 1        | 1        | 26    | 5     | 0     | 0        | 0     | 0     | 6     | 1     | 2     | 35    | 0        | .203  | .276     | .329     | .605  |
| 2020     | LAA      | 32    | 108   | 99    | 19    | 29    | 4        | 2        | 9        | 64    | 26    | 0     | 0        | 0     | 3     | 5     | 0     | 1     | 15    | 0        | .293  | .324     | .646     | .971  |
| 2021     | LAA      | 144   | 585   | 530   | 70    | 147   | 34       | 1        | 29       | 270   | 98    | 2     | 1        | 0     | 3     | 48    | 6     | 4     | 152   | 7        | .277  | .340     | .509     | .850  |
| 2022     | LAA      | 118   | 454   | 423   | 41    | 91    | 18       | 2        | 15       | 158   | 44    | 2     | 1        | 0     | 0     | 27    | 4     | 4     | 138   | 6        | .215  | .269     | .374     | .642  |
| 2023     | LAA      | 39    | 116   | 104   | 10    | 13    | 4        | 0        | 4        | 29    | 11    | 0     | 0        | 0     | 0     | 11    | 0     | 1     | 45    | 1        | .125  | .216     | .279     | .494  |
| 2024     | TEX      | 17    | 60    | 53    | 9     | 12    | 2        | 0        | 1        | 17    | 7     | 0     | 0        | 0     | 0     | 7     | 0     | 0     | 21    | 2        | .226  | .317     | .321     | .637  |
| MLB：6年 | MLB：6年 | 381   | 1410  | 1288  | 155   | 308   | 67       | 6        | 59       | 564   | 191   | 4     | 2        | 0     | 6     | 104   | 11    | 12    | 406   | 16       | .239  | .301     | .438     | .739  |

- 2024年度シーズン終了時

### 年度別投手成績
| 年 度    | 球 団    | 登 板 | 先 発 | 完 投 | 完 封 | 無 四 球 | 勝 利 | 敗 戦 | セ 丨 ブ | ホ 丨 ル ド | 勝 率 | 打 者 | 投 球 回 | 被 安 打 | 被 本 塁 打 | 与 四 球 | 敬 遠 | 与 死 球 | 奪 三 振 | 暴 投 | ボ 丨 ク | 失 点 | 自 責 点 | 防 御 率 | W H I P |
| -------- | -------- | ----- | ----- | ----- | ----- | -------- | ----- | ----- | -------- | ----------- | ----- | ----- | -------- | -------- | ----------- | -------- | ----- | -------- | -------- | ----- | -------- | ----- | -------- | -------- | ------- |
| 2019     | LAA      | 5     | 0     | 0     | 0     | 0        | 0     | 0     | 0        | 0           | ----  | 23    | 5.0      | 3        | 0           | 6        | 0     | 0        | 5        | 0     | 0        | 1     | 1        | 1.80     | 1.80    |
| MLB：1年 | MLB：1年 | 5     | 0     | 0     | 0     | 0        | 0     | 0     | 0        | 0           | ----  | 23    | 5.0      | 3        | 0           | 6        | 0     | 0        | 5        | 0     | 0        | 1     | 1        | 1.80     | 1.80    |

- 2021年度シーズン終了時

### 年度別守備成績
| 年 度 | 球 団 | 投手（P） | 投手（P） | 投手（P） | 投手（P） | 投手（P） | 投手（P） |
| 年 度 | 球 団 | 試 合     | 刺 殺     | 補 殺     | 失 策     | 併 殺     | 守 備 率  |
| ----- | ----- | --------- | --------- | --------- | --------- | --------- | --------- |
| 2019  | LAA   | 5         | 1         | 2         | 0         | 0         | 1.000     |
| MLB   | MLB   | 5         | 1         | 2         | 0         | 0         | 1.000     |

| 年 度 | 球 団 | 一塁（1B） | 一塁（1B） | 一塁（1B） | 一塁（1B） | 一塁（1B） | 一塁（1B） | 左翼（LF） | 左翼（LF） | 左翼（LF） | 左翼（LF） | 左翼（LF） | 左翼（LF） | 右翼（RF） | 右翼（RF） | 右翼（RF） | 右翼（RF） | 右翼（RF） | 右翼（RF） |
| 年 度 | 球 団 | 試 合      | 刺 殺      | 補 殺      | 失 策      | 併 殺      | 守 備 率   | 試 合      | 刺 殺      | 補 殺      | 失 策      | 併 殺      | 守 備 率   | 試 合      | 刺 殺      | 補 殺      | 失 策      | 併 殺      | 守 備 率   |
| ----- | ----- | ---------- | ---------- | ---------- | ---------- | ---------- | ---------- | ---------- | ---------- | ---------- | ---------- | ---------- | ---------- | ---------- | ---------- | ---------- | ---------- | ---------- | ---------- |
| 2019  | LAA   | 24         | 139        | 15         | 0          | 12         | 1.000      | -          | -          | -          | -          | -          | -          | -          | -          | -          | -          | -          | -          |
| 2020  | LAA   | 29         | 157        | 11         | 1          | 10         | .994       | -          | -          | -          | -          | -          | -          | 2          | 3          | 0          | 0          | 0          | 1.000      |
| 2021  | LAA   | 128        | 897        | 73         | 5          | 96         | .995       | -          | -          | -          | -          | -          | -          | 18         | 22         | 0          | 1          | 0          | .957       |
| 2022  | LAA   | 118        | 842        | 46         | 5          | 83         | .994       | 2          | 1          | 0          | 0          | 0          | 1.000      | -          | -          | -          | -          | -          | -          |
| 2023  | LAA   | 29         | 161        | 12         | 1          | 26         | .994       | -          | -          | -          | -          | -          | -          | 9          | 21         | 0          | 0          | 0          | 1.000      |
| 2024  | TEX   | 16         | 104        | 10         | 2          | 11         | .983       | -          | -          | -          | -          | -          | -          | -          | -          | -          | -          | -          | -          |
| MLB   | MLB   | 344        | 2300       | 167        | 14         | 238        | .994       | 2          | 1          | 0          | 0          | 0          | 1.000      | 29         | 46         | 0          | 1          | 0          | .979       |

- 2024年度シーズン終了時

### 表彰
- Topps ルーキーオールスターチーム（英語版）：一塁手部門（2020年）

### 記録
- MLBオールスターゲーム選出：1回（2021年）
- サイクル安打：1回（2022年6月11日）

### 背番号
- 25（2019年 - 2020年）
- 20（2021年 - 2023年）
- 21（2024年）